# Разъезд 85 Сарышыганак
85 Сарышыганак (каз. рзд.85 Сарышығанақ) — разъезд в Аральском районе Кызылординской области Казахстана. Входит в состав Саксаульского сельского округа. Код КАТО — 433257800.

## Население
В 1999 году население разъезда составляло 62 человека (36 мужчин и 26 женщин). По данным переписи 2009 года, в разъезде проживало 60 человек (33 мужчины и 27 женщин).